# Pavillonnerie
La pavillonnerie est l'atelier d'arsenaux dans lequel sont fabriqués les pavillons.